# أبرشية الروم الملكيين الكاثوليك في البتراء وفيلادلفيا في عمان
أبرشية الروم الملكيين الكاثوليك في البتراء وفيلادلفيا في عمان (باللاتينية: Archearchy Petrensis et Philadelphiensis) هي فرع من كنيسة الروم الملكيين الكاثوليك التابعة مباشرة لبطريركية أنطاكية للملكيين. في عام 2007 كان هناك 27000 معمّد. انتخب جوزيف جبارة رئيسًا للأساقفة في 20 فبراير 2018.

## الإقليم والإحصائيات
تمتد الأبرشية صلاحياتها على جميع أتباع كنيسة الروم الملكيين الكاثوليك في الأردن. المقر الأسقفي هو مدينة عمان حيث توجد كاتدرائية القديس جاورجيوس. وتنقسم المنطقة إلى 28 أبرشية. أحصى الأبرشية في نهاية عام 2007 27000 معمدًا.

## تاريخ
إنشئت أبرشية شرق الأردن في 2 مايو 1932 مع المرسوم الرسولي سيديس، للبابا بيوس الحادي عشر. كان الإقليم الشمالي جزءًا من أبرشية خبب للروم الكاثوليك، بينما كان باقي الإقليم جزءًا من المدينة القديمة لرئيس أساقفة البتراء. في أوائل القرن العشرين، أنشئت بعثات على يد بطريرك القدس اللاتيني.
تأسيس الأبرشية كان مناسبة للمقارنة بين بطريرك أنطاكية الملكيين والكرسي الرسولي. رأى البطريرك أن إقامة السلطة الكنسية متوقفة عليه، إذ أن الموطن الجديد جزء لا يتجزأ من بطريركيته. وبدلًا من ذلك، انطلقت روما من مبدأ أن معظم أراضي الأبرشية الجديدة تعتمد على بطريركية القدس، التي كان بطريرك أنطاكية هو المسؤول الوحيد عنها، وأن شروط هذه الإدارة لم تحددها أو توضيحها أبدًا.
اتخذت الأبرشية اسم شرق الأردن، وهو مصطلح غريب عن تاريخ وتقاليد الكنيسة الملكية ليس فقط، بل الشرق المسيحي بأكمله. علاوة على ذلك، تضيف نفس الفقاعة أن "منطقة شرق الأردن في تقيم ونؤسس أبرشية حقيقية وصحيحة"، دون تحديد ما إذا كانت كلمة أبرشية تعني موطنًا أو مدينة مستقلة لمجموعات متميزة في القانون الكنسي الشرقي.
رسامة البطريرك كيرلس التاسع في القاهرة في 5 حزيران 1932 المطران بولس سلمان الأول وعهد إليه بلقب مطران البتراء وفيلادلفيا وشرق الأردن. هذه الأوراق المالية له موقعان قديمان، البتراء وفيلادلفيا بفلسطين العربية: الأول هو كرسي متروبوليتان والثاني أبرشية بسيطة؛ الجزء الأول من بطريركية القدس، والثاني من بطريركية أنطاكية. وفقا لكوروليفسكي (ديكت. اصمت. وآخرون جغرافيا.)، هذه المغالطات هي علامات "الغياب التام للمعرفة في موضوع الجغرافيا الكنسية القديمة والتقليدية." 

## رؤساء الأركان
- بول سلمان (2 مايو 1932 - 1 يوليو 1948 متوفى)
- ميخائيل عساف (19 سبتمبر 1948 - 10 أغسطس 1970 متوفى)
- سابا يواكيم، بكالوريوس (15 أكتوبر 1970 - 24 أغسطس 1992، انسحب)
- جورج المر، كولومبيا البريطانية (26 أغسطس، 1992 - 18 يونيو، 2007)
- ياسر عياش (21 يونيو 2007 - 14 أبريل 2015 استقال)
- جوزيف جبارة (انتخب في 20 فبراير 2018)

## روابط خارجية
- موقع www.gcatholic.org
- PGC-lb.org
- الكاثوليكية hierarchy.org